# Егорлыкский район
Егорлы́кский райо́н — административно-территориальная единица и муниципальное образование (муниципальный район) в составе Ростовской области Российской Федерации.
Районный центр — станица Егорлыкская. Расположена в 110 км от города Ростова-на-Дону.

## География
Егорлыкский район расположен на юго-западе Ростовской области, на границе с Краснодарским краем. Площадь района равна 1460 км², что составляет 1,5% от территории Ростовской области и около 0,009 % от территории России. На площади района может свободно поместиться три таких государства, как Андорра. Протяжённость района с севера на юг (по широте крайней северной точки) равна 50 км. Расстояние с запада на восток (по долготе крайней западной точки) — это 42 км.
По территории района протекают следующие реки: Гайдамачка, Грузская, Егорлычёк (разговорн. Косичка), Кавалерка, Каменная балка, Куго-Ея, Мокрая Грязнуха, Плоская, Средний Егорлык, Терноватая, Терновая, Эльбузд.
Районный центр — станица Егорлыкская — расположена под 46º33´52´´ северной широты и 40º39´18´´ восточной долготы. Крайняя северная точка находится в Егорлыкском сельсовете (46º42´35´´ северной широты (с. ш.), 40º28´21´´ восточной долготы (в. д.). Крайняя южная точка — в Кавалерском (46º16´27´´ с. ш., 40º24´39´´ в. д.), крайняя западная — в Балко-Грузском (46º20´32´´ с. ш., 40º13´20´´ в. д.), а крайняя восточная — в Войновском (46º32´15´´ с. ш., 40º51´24´´ в. д.).

## История
Егорлыкский район образован в 1935 году на основании Постановления Президиума ВЦИК от 18 января 1935 года. До 1924 года станица Егорлыкская и её хутора входили в состав Черкасского округа Донской области за исключением хуторов Балко-Грузского и Кавалерского, которые относились к Кубано-Черноморской области. В 1924 году станица и все хутора были включены в состав Мечетинского района Донского округа.
К 1935 году в состав района входило: 10 сельских Советов, 2 МТС (Егорлыкская, Кавалерская), 3 зерносовхоза (Егорлыкский, Роговский, Луначарский), 6 электростанций, ремонтная мастерская, МТМ, мельница № 2 (станица Егорлыкская) и мельница № 4 (станица Ново-Роговская), насчитывалось 36 начальных и 6 неполных средних школ, 7 массовых библиотек (около 14,5 тыс. книг), одна больница на 30 коек, 5 амбулаторий, 6 фельдшерских пунктов и 1 женская консультация.
С началом Великой Отечественной войны сотни егорлычан вступили в действующую армию. Началось создание народного ополчения. Уже 14 августа 1941 года из Егорлыкского района в народное ополчение записалось 1338 человек. А когда немецкие войска приблизился к району были организованы истребительный отряд для охраны предприятий и хозяйств, а также борьбы с диверсиями. В декабре 1941 года он насчитывал 84 человека. Из них 25 было направлено в Донскую казачье-кавалерийскую дивизию.
Фашистские оккупанты сожгли и разрушили постройки, жилые дома, фермы, вывезли сотни тонн хлеба и других сельскохозяйственных продуктов, уничтожили и угнали более 5,5 тыс. голов крупного рогатого скота, свыше 3 тыс. лошадей, 13,5 тыс. овец, около 6 тыс. свиней. Общий ущерб, нанесенный району, составил около 280 млн рублей (в денежном выражении 1943 года).
После освобождения района его жители приступили к восстановлению народного хозяйства. К 1 января 1944 года в районе было восстановлено 29 колхозов, 2 МТС, 3 зерносовхоза, станция Атаман, ряд учреждений, предприятий, общественных построек, жилых домов.
К маю 1944 года жители района внесли в Фонд обороны, на строительство танковой колонны, эскадрильи боевых самолётов «Освобожденный Дон» 13 млн 770 тыс. рублей. Сдали в хлебный фонд Красной Армии около 1,5 млн пудов хлеба, почти 18 тыс. пудов мяса, более 630 тыс. литров молока, 36,9 тыс. пудов картофеля и овощей.
За героический труд в годы Великой Отечественной войны 1715 человек района были награждены медалью «За доблестный труд в Великой Отечественной войне 1941—1945 гг.».
В 1963 году территория района была расширена за счет присоединения к нему земель упраздненного Целинского района, однако в ноябре 1965 года район снова был разделен на Егорлыкский и Целинский.
В 1966 году колхозы и совхозы района получили самый высокий урожай за послевоенные годы. В среднем по району было собрано зерновых по 27,8 центнера с гектара при плане 20,1, а в колхозах «Заря», «Искра», им. Кирова — свыше 29 центнеров с гектара. В закрома Родины труженики колхозов и совхозов засыпали 108,3 тыс. тонн зерна.
На егорлыкской земле выросло не одно поколение замечательных людей. Среди них Герои Советского Союза Т. Е. Брилев, Л.М. Стаценко, Герои Социалистического Труда Ф.И. Лященко и Ф.П. Парфиненко, лауреаты Государственной премии СССР М.П. Латарцев и Н.К. Ткачев. По некоторым сведениям уроженцем станицы был известный оружейник Токарев Ф. В.
В районе действуют централизованная библиотечная система (1 головная библиотека и 20 филиалов), 30 клубов и Домов культуры, 31 киноустановка, 2 детские музыкальные школы, 28 общеобразовательных школ (из них 8 средних), 20 медицинских учреждений, 29 детских садов и яслей."

## Население
| 2002    | 2009    | 2010    | 2011    | 2012    | 2013    | 2014    | 2015    | 2016    |
| ------- | ------- | ------- | ------- | ------- | ------- | ------- | ------- | ------- |
| 36 996  | ↘36 598 | ↘35 733 | ↘35 664 | ↘35 040 | ↘34 692 | ↘34 364 | ↘34 243 | ↘34 027 |
| 2017    | 2018    | 2019    | 2020    | 2021    |         |         |         |         |
| ↘33 713 | ↘33 355 | ↘32 961 | ↘32 413 | ↘30 759 |         |         |         |         |

Национальный состав
По итогам переписи населения 2020 года проживали следующие национальности (национальности менее 0,1 % и другое см. в сноске к строке «Другие»):
| Национальность   | Численность, чел. | Доля     |
| ---------------- | ----------------- | -------- |
| Русские          | 24 500            | 80,06 %  |
| Армяне           | 2822              | 9,22 %   |
| Турки            | 1592              | 5,20 %   |
| Рутульцы         | 355               | 1,16 %   |
| Цыгане           | 234               | 0,76 %   |
| Украинцы         | 174               | 0,57 %   |
| Азербайджанцы    | 161               | 0,53 %   |
| Турки-месхетинцы | 123               | 0,40 %   |
| Белорусы         | 73                | 0,24 %   |
| Табасараны       | 61                | 0,20 %   |
| Другие           | 508               | 1,66 %   |
| Итого            | 30 603            | 100,00 % |

## Административное деление
В состав Егорлыкского района входят 9 сельских поселений:
1. Балко-Грузское сельское поселение (хутор Мирный; хутор Балко-Грузский; хутор Гайдамачка; хутор Советский; хутор Тавричанка)
2. Войновское сельское поселение (хутор Войнов; хутор Московский; хутор Прощальный; хутор Украинский)
3. Егорлыкское сельское поселение (станица Егорлыкская; хутор Балабанов; хутор Зеркальный; хутор Изобильный; хутор Козлова Балка; хутор Прогресс; хутор Репяховка; хутор Рясной; хутор Таганрогский; хутор Ютин)
4. Ильинское сельское поселение (хутор Кугейский; хутор Гирин; хутор Ильинский; хутор Лисичкин)
5. Кавалерское сельское поселение (хутор Кавалерский; хутор Березовский)
6. Новороговское сельское поселение (станица Новороговская)
7. Объединенное сельское поселение (хутор Объединенный; хутор Дудукалов; хутор Калмыков; хутор Новая Деревня; хутор Терновский)
8. Роговское сельское поселение (посёлок Роговский; хутор Заря; хутор Матросский; хутор Рассвет)
9. Шаумяновское сельское поселение (хутор Шаумяновский)

Упразднённые населённые пункты: 
- 1998 год — хутор Болдинов включен в состав хутора Объединенный, хутор Виноградный в состав посёлка Роговский, посёлок Лиманный в состав станицы Егорлыкская.

## Экономика
Основной отраслью экономики района является сельское хозяйство, в первую очередь зерновое и животноводческое направления. Производством сельхозпродукции заняты 16 сельхозпредприятий и 1002 крестьянских (фермерских) хозяйства.
В районе действуют 8 цехов по переработке зерна на муку, 9 цехов по переработке семян подсолнечника, два цеха макаронных изделий, 11 хлебопекарен, завод по производству сыров "ЕгорлыкМолоко".

### Транспорт
Район находится на пересечении автодорог республиканского значения «Ростов-на-Дону—Сальск» и «Ростов-на-Дону—Ставрополь». Грузопассажирские перевозки осуществляются также по железнодорожной магистрали «Ростов-на-Дону—Волгоград».

## Достопримечательности
- Егорлыкский историко-краеведческий музей.
- Мемориал, посвященный воинам-танкистам 134-го и 221-го танковых полков, участникам боёв в годы Великой Отечественной войны под командованием полковника С. А. Тихончука.
- Поклонный крест у въезда в ст. Егорлыкскую с надписью: «В медуусобной брани живот положившим. Да не повторится».
- Памятник донским казакам в станице Егорлыкская. Памятник сооружен в 2006 году (скульптор С. П. Кальченко) на средства казаков Всевеликого Войска Донского. Под крестом написаны стихи, посвященные донским казакам, погибшим в годы гражданской войны: «Когда на этом месте казаков судьба на красно-белых разделила, то по прошествии годов их братская могила примирила. Сегодня здесь воздвигнут крест —  в нём Божья правда есть и сила. Мир праху воинству Донцов — потомство их не позабыло».
- Памятник В. И. Ленину в станице Егорлыкская.
- Памятник Героям Гражданской войны на ул. К. Ворошилова в станице Егорлыкская (1954). Скульпторы А. Джалаухян и Р. Шекер. Памятник представляет собой фигуру красноармейца в конармейской шинели и буденовке, вкладывающим в ножны шашку. В станице Егорлыкская в 1920 году шли бои гражданской войны под названием «Егорлыкское сражение».
- Парк- музей Трудовой и Боевой Славы Егорлыкского района с предметами казачьего быта, интерьером станичного дома, стендом, посвященном уроженцу ст. Егорлыкской — конструктору стрелкового оружия Токареву Фёдору Васильевичу. Токарев Ф. В. изобрёл пистолет «ТТ», самозарядную винтовку «СВТ», снайперскую винтовку №- ПА 5903.
- Памятник мирным жителям, погибшим под бомбежкой железнодорожной станции Атаман в 1942 году[21].
- Памятник Героям — вертолётчикам. В горячих точках (Афганистан, Абхазия, Чечня) принимал участие 325-й отдельный транспортно-боевой вертолётный полк, базировавшийся тогда на аэродроме близ Егорлыкской.

В Егорлыкском районе есть несколько культурных памятников регионального значения. К ним относятся:
- Монумент «Самолет МИГ» в хуторе Виноградный;
- Монумент «Катюша» в хуторе Дудукалов. Установлен в 1991 году в память о гвардейцах-минометчиках, освободивших в 1943 году хутор от фашистов[22];
- Обелиск в честь Победы 1-й Конной армии в 1920 году (1954), обелиск в честь победы 1-й Конной Армии над белогвардейцами в 1920 году, памятник в честь разгрома белогвардейцев под станицей Егорлыкской в станице Егорлыкская (скульптор Е. Ф. Лобко, архитектор Я. С. Занис, 1975 г.);
- Ветряные мельницы в хуторах Ильинка и Новороговская.(не сохранились до наших дней)